# Тихорецкий район
Тихорецкий район — административно-территориальная единица и муниципальное образование (муниципальный район) в Краснодарском крае России.
Административный центр — город Тихорецк.

## География
Тихорецкий район расположен на степной Кубано-Приазовской равнине в северо-восточной части Краснодарского края. Площадь района составляет 1 825,4 км².
Граничит: с Павловским, Новопокровским, Кавказским, Тбилисским и Выселковским районами края.
Природа
Район представляет собой степную равнину, поднимающуюся над уровнем моря в среднем на 80 метров на водоразделах и на 40 метров в долинах рек. На небольшой глубине почти по всему району имеются кирпичные и гончарные глины, керамзитовое сырьё, суглинки и песок.
Вода подземных скважин Тихорецка относится к минеральным природным питьевым столовым водам.

## История
Район был образован 2 июня 1924 года в составе Кубанского округа Юго-Восточной области. В его состав вошла часть территории упраздненного Кавказского отдела Кубано-Черноморской области.
Первоначально район включал в себя 19 сельских советов: Александроневский, Алексеевский, Архангельский, Балковский, Бейсугский, Бузиновский, Доно-Хопёрский, Ирклиевский, Новоархангельский, Новодонецкий, Новолешуковский, Новомалороссийский, Новорождественский, Новоромановский, Отрадненский, Терновский, Тихорецкий, Украинский, Хопёрский.
- С 16 ноября 1924 года район в составе Северо-Кавказского края, с 10 января 1934 года — в составе Азово-Черноморского края.
- 31 декабря 1934 года в результате разукрупнения из части территории района были выделены: Архангельский, Выселковский, Новолешуковский и Гражданский (центр — ст-ца Новомалороссийская) районы.
- С 13 сентября 1937 года Тихорецкий район в составе Краснодарского края.
- 22 августа 1953 года Архангельский район полностью передан в состав Тихорецкого района.
- 21 августа 1961 года Тихорецк преобразован в город краевого подчинения, сохранив за собой статус районного центра.
- 1 февраля 1963 года был образован Тихорецкий сельский район[6].
- С 11 февраля 1963 года по 30 декабря 1966 года в состав Тихорецкого района входила часть территории упразднённого Выселковского района.
- В 1993 году была прекращена деятельность сельских Советов, территории сельских администраций преобразованы в сельские округа.
- В 2005 году в муниципальном районе были образованы 1 городское и 12 сельских поселений.

В ходе российского вторжения в Украину в ночь с 20 на 21 сентября 2024 года под Тихорецком украинскими дронами был взорван склад российского вооружения. В Тихорецком районе был введен режим чрезвычайной ситуации.

## Население
| 1939     | 1959     | 1970     | 1979     | 1989     | 2002     | 2006     | 2010     | 2011     |
| -------- | -------- | -------- | -------- | -------- | -------- | -------- | -------- | -------- |
| 64 328   | ↗106 301 | ↘61 174  | ↘58 779  | ↘58 739  | ↗61 232  | ↘59 773  | ↘59 106  | ↗122 213 |
| 2012     | 2013     | 2014     | 2015     | 2016     | 2017     | 2018     | 2019     | 2020     |
| ↘121 472 | ↘120 619 | ↘119 834 | ↘119 438 | ↘118 882 | ↘118 302 | ↘117 396 | ↘116 468 | ↘115 049 |
| 2021     | 2023     | 2025     |          |          |          |          |          |          |
| ↘111 604 | ↘109 557 | ↘108 075 |          |          |          |          |          |          |

Население района на 01.01.2006 года составило 59 773 человек (без г. Тихорецка), все — сельские жители. Среди всего населения мужчины составляют — 46,8 %, женщины — 53,2 %. Женского населения фертильного возраста — 14825 человек (46,6 % от общей численности женщин). Дети от 0 до 17 лет — 12878 человек (21,5 % всего населения), взрослых — 46895 человек (78,5 %). В общей численности населения 34694 (58,0 %) — лица трудоспособного возраста, 23,8 % — пенсионеры.

### Урбанизация
В городских условиях (город Тихорецк) проживают 49,97 % населения района.

### Национальный состав
По итогам переписи населения 2020 года проживали следующие национальности (национальности менее 0,1 % и другое см. в сноске к строке «Другие»):
| Национальность | Численность, чел. | Доля     |
| -------------- | ----------------- | -------- |
| Русские        | 106 833           | 95,73 %  |
| Армяне         | 1817              | 1,63 %   |
| Украинцы       | 415               | 0,37 %   |
| Азербайджанцы  | 393               | 0,35 %   |
| Цыгане         | 293               | 0,26 %   |
| Татары         | 149               | 0,13 %   |
| Грузины        | 119               | 0,11 %   |
| Другие         | 1585              | 1,42 %   |
| Итого          | 111 604           | 100,00 % |

## Культура

#### Певческие и художественные коллективы
- АНСАМБЛЬ КАЗАЧЬЕЙ ПЕСНИ «КОЛОС» МКУК «Организационно-методический центр муниципального образования Тихорецкий район»
- «ЖЕНСКИЙ ХОР ВЕТЕРАНОВ ТРУДА» МУК Тихорецкого городского поселения Тихорецкого района «Городской Дворец культуры»
- «МУЖСКОЙ ХОР ВЕТЕРАНОВ ВОЙНЫ И ТРУДА» МУК Тихорецкого городского поселения Тихорецкого района «Городской Дворец культуры»
- НАРОДНЫЙ ХОР «СУДАРУШКА» МУК Тихорецкого городского поселения Тихорецкого района «Городской Дворец культуры»
- ХОР НАРОДНОЙ ПЕСНИ «РОДНИКИ» сельского Дома культуры Парковского сельского поселения Тихорецкого района
- ЖЕНСКИЙ АКАДЕМИЧЕСКИЙ ХОР сельского Дома культуры Фастовецкого сельского поселения Тихорецкого района
- САМОДЕЯТЕЛЬНЫЙ ФОЛЬКЛОРНЫЙ ХОР «КАЗАЧЬЯ СТОРОНА» сельского Дома культуры Архангельского сельского поселения Тихорецкого района
- ХОРЕОГРАФИЧЕСКИЙ АНСАМБЛЬ «ЛИГА» МУК Тихорецкого городского поселения Тихорецкого района «Городской Дворец культуры»
- ДРАМАТИЧЕСКИЙ КОЛЛЕКТИВ МУК Тихорецкого городского поселения Тихорецкого района «Городской Дворец культуры»
- ОРКЕСТР НАРОДНЫХ ИНСТРУМЕНТОВ им.В.ГУЛЯЕВА сельского Дома культуры Архангельского сельского поселения Тихорецкого района
- ВОКАЛЬНАЯ ГРУППА «ОТРАДА» сельского дома культуры Отрадненского сельского поселения Тихорецкого района
- АНСАМБЛЬ НАРОДНОЙ ПЕСНИ «СКОМОРОШИНА» сельского дома культуры Алексеевского сельского поселения Тихорецкого района
- АНСАМБЛЬ ЭСТРАДНОЙ ПЕСНИ «АРХАНГЕЛЬСКИЕ ДЕВЧАТА» сельского Дома культуры Архангельского сельского поселения Тихорецкого района
- КОЛЛЕКТИВ ЭСТРАДНОЙ ПЕСНИ «НОСТАЛЬГИЯ» сельского Дома культуры п.Малороссийский Архангельского сельского поселения Тихорецкого района
- КОЛЛЕКТИВ ЭСТРАДНОЙ ПЕСНИ «БЕНЕФИС» сельского Дома культуры Фастовецкого сельского поселения Тихорецкого района
- ТЕАТР «ЗОЛОТАЯ МАСКА» сельского Дома культуры Фастовецкого сельского поселения Тихорецкого района
- ФОТОСТУДИЯ «БЛИК» сельского Дома культуры Алексеевского сельского поселения Тихорецкого района
- СТУДИЯ СОВРЕМЕННОГО ТАНЦА «КУРАЖ» МУК Тихорецкого городского поселения Тихорецкого района «Городской Дворец культуры»
- АНСАМБЛЬ «ЗОЛОТАЯ ЯРМАРКА» И ХОРЕОГРАФИЧЕСКАЯ СТУДИЯ «ЗЕРНЫШКО» МУК Тихорецкого городского поселения Тихорецкого района «Городской Дворец культуры»
- СТУДИЯ СПОРТИВНОГО БАЛЬНОГО ТАНЦА «КЛАСС» МУК Тихорецкого городского поселения Тихорецкого района «Городской Дворец культуры»
- КРУЖОК ДЕКОРАТИВНО ПРИКЛАДНОГО ИСКУССТВА «АЖУР» МУК Тихорецкого городского поселения Тихорецкого района «Городской Дворец культуры»
- АВИАМОДЕЛЬНЫЙ КРУЖОК МУК Тихорецкого городского поселения Тихорецкого района «Городской Дворец культуры»
- СТУДИЯ ДЕКОРАТИВНО-ПРИКЛАДНОГО ИСКУССТВА «КОЛАЖ» сельского Дома культуры Новорождественского сельского поселения Тихорецкого района
- КРУЖОК ДЕКОРАТИВНО-ПРИКЛАДНОГО ИСКУССТВА «КАЗАЧАТА УМЕЛЬЦЫ» детской школы искусств Терновского сельского поселения Тихорецкого района
- АНСАМБЛЬ ТАНЦА «ЭДЕЛЬВЕЙС» сельского Дома культуры Фастовецкого сельского поселения Тихорецкого района
- ХОРЕОГРАФИЧЕСКИЙ КОЛЛЕКТИВ «КУБАНСКИЙ СУВЕНИР» сельского Дома культуры Новорождественского сельского поселения Тихорецкого района
- ХОРЕОГРАФИЧЕСКИЙ АНСАМБЛЬ «КОЛОСОК» сельского Дома культуры Новорождественского сельского поселения Тихорецкого района
- ЦИРКОВАЯ СТУДИЯ «АРЕНА» сельского Дома культуры Новорождественского сельского поселения Тихорецкого района
- ТАНЦЕВАЛЬНЫЙ КОЛЛЕКТИВ «РОНДО» сельского Дома культуры Новорождественского сельского поселения Тихорецкого района
- ДУХОВОЙ ОРКЕСТР детской школы искусств Терновского сельского поселения Тихорецкого района
- ОРКЕСТР РУССКИХ НАРОДНЫХ ИНСТРУМЕНТОВ детской школы искусств Тихорецкого городского поселения Тихорецкий район
- АНСАМБЛЬ ПЕСНИ И ТАНЦА «РОДНИЧОК» сельского Дома культуры Парковского сельского поселения Тихорецкого района
- КУКОЛЬНЫЙ ТЕАТР «НЕПОСЕДЫ» МУК Тихорецкого городского поселения Тихорецкого района[33]

## Административно-муниципальное устройство
В рамках традиционного (по ОКАТО и Росстату) административно-территориального устройства края, Тихорецкий район включает 10 сельских округов, при этом Тихорецк является городом краевого подчинения, к которому относится Пригородненский сельский округ.
Согласно Закону об административно-территориальном устройстве (гл. 2 ст. 7.4, ст. 10.2), Тихорецкий район включает 10 сельских округов, а также город Тихорецк и подчинённый ему Пригородненский сельский округ.
В рамках организации местного самоуправления в Тихорецкий район входят 12 муниципальных образований нижнего уровня, в том числе 1 городское и 11 сельских поселений:
| №  | Муниципальное образование                | Административный центр        | Количество населённых пунктов | Население | Площадь, км² |
| -- | ---------------------------------------- | ----------------------------- | ----------------------------- | --------- | ------------ |
| 1  | Тихорецкое городское поселение           | город Тихорецк                | 3                             | ↘55 919   | 76,03        |
| 2  | Алексеевское сельское поселение          | станица Алексеевская          | 10                            | ↘7116     | 144,92       |
| 3  | Архангельское сельское поселение         | станица Архангельская         | 2                             | ↘9706     | 156,66       |
| 4  | Братское сельское поселение              | посёлок Братский              | 8                             | ↘2051     | 154,33       |
| 5  | Еремизино-Борисовское сельское поселение | станица Еремизино-Борисовская | 2                             | ↘1398     | 114,13       |
| 6  | Новорождественское сельское поселение    | станица Новорождественская    | 2                             | ↘6141     | 194,61       |
| 7  | Отрадненское сельское поселение          | станица Отрадная              | 1                             | ↘1592     | 80,26        |
| 8  | Парковское сельское поселение            | посёлок Парковый              | 10                            | ↘8300     | 183,19       |
| 9  | Терновское сельское поселение            | станица Терновская            | 4                             | ↘5753     | 282,61       |
| 10 | Фастовецкое сельское поселение           | станица Фастовецкая           | 3                             | ↘8727     | 182,39       |
| 11 | Хопёрское сельское поселение             | станица Хопёрская             | 10                            | ↘1127     | 131,47       |
| 12 | Юго-Северное сельское поселение          | станица Юго-Северная          | 5                             | ↘1727     | 124,86       |

В мае 2019 года к Парковскому сельскому поселению присоединено упразднённое Крутое сельское поселение.

## Населённые пункты
В Тихорецком районе 60 населённых пунктов, в том числе город краевого подчинения и 59 сельских населённых пунктов:
| №  | Населённый пункт                           | Тип                  | Население | Муниципальное образование                |
| -- | ------------------------------------------ | -------------------- | --------- | ---------------------------------------- |
| 1  | Тихорецк                                   | город                | ↘54 009   | Тихорецкое городское поселение           |
| 2  | Алексеевская                               | станица              | ↘3182     | Алексеевское сельское поселение          |
| 3  | Архангельская                              | станица              | ↘8163     | Архангельское сельское поселение         |
| 4  | Атаманка                                   | хутор                | ↗13       | Юго-Северное сельское поселение          |
| 5  | Ачкасово                                   | посёлок ж/д разъезда | ↘48       | Парковское сельское поселение            |
| 6  | Большевик                                  | посёлок              | ↘362      | Алексеевское сельское поселение          |
| 7  | Братский                                   | посёлок              | ↘1227     | Братское сельское поселение              |
| 8  | Восточный                                  | посёлок              | ↘987      | Парковское сельское поселение            |
| 9  | Вперёд                                     | посёлок ж/д разъезда | →0        | Терновское сельское поселение            |
| 10 | Еремизино-Борисовская                      | станица              | ↘1850     | Еремизино-Борисовское сельское поселение |
| 11 | Западный                                   | посёлок              | ↘0        | Братское сельское поселение              |
| 12 | Западный                                   | посёлок              | ↘919      | Парковское сельское поселение            |
| 13 | Зелёный                                    | посёлок              | ↘574      | Парковское сельское поселение            |
| 14 | Казаче-Борисовский                         | хутор                | ↘223      | Юго-Северное сельское поселение          |
| 15 | Каменный                                   | посёлок              | ↘1144     | Тихорецкое городское поселение           |
| 16 | Карасёв                                    | хутор                | ↘60       | Хопёрское сельское поселение             |
| 17 | Кирпичный                                  | посёлок              | ↘38       | Алексеевское сельское поселение          |
| 18 | Краснооктябрьская                          | станица              | ↘1420     | Алексеевское сельское поселение          |
| 19 | Красный                                    | хутор                | ↘186      | Хопёрское сельское поселение             |
| 20 | Красный Борец                              | посёлок              | ↘57       | Братское сельское поселение              |
| 21 | Красный Партизан                           | хутор                | ↘36       | Алексеевское сельское поселение          |
| 22 | Криница                                    | хутор                | ↘41       | Фастовецкое сельское поселение           |
| 23 | Крутой                                     | посёлок              | ↗811      | Парковское сельское поселение            |
| 24 | Культура                                   | хутор                | ↘5        | Хопёрское сельское поселение             |
| 25 | Латыши                                     | хутор                | ↘140      | Братское сельское поселение              |
| 26 | Ленинский                                  | хутор                | ↘156      | Хопёрское сельское поселение             |
| 27 | Ленинское Возрождение                      | хутор                | ↘490      | Братское сельское поселение              |
| 28 | Малороссийский                             | посёлок              | ↗1706     | Архангельское сельское поселение         |
| 29 | Мирный                                     | посёлок              | ↘536      | Братское сельское поселение              |
| 30 | Москальчук                                 | хутор                | ↘132      | Алексеевское сельское поселение          |
| 31 | Нехворощанский                             | хутор                | ↘9        | Хопёрское сельское поселение             |
| 32 | Новоархангельская                          | станица              | ↗741      | Алексеевское сельское поселение          |
| 33 | Новорождественская                         | станица              | ↘6080     | Новорождественское сельское поселение    |
| 34 | Новоромановская                            | станица              | ↘302      | Терновское сельское поселение            |
| 35 | Овощной отделения № 2 совхоза «Челбасский» | посёлок              | ↘72       | Алексеевское сельское поселение          |
| 36 | Отрадная                                   | станица              | ↘1592     | Отрадненское сельское поселение          |
| 37 | Парковый                                   | посёлок              | ↘4442     | Парковское сельское поселение            |
| 38 | Полевой                                    | посёлок              | ↗291      | Юго-Северное сельское поселение          |
| 39 | Порошинская                                | посёлок ж/д станции  | ↘21       | Терновское сельское поселение            |
| 40 | Привольный                                 | хутор                | ↘216      | Хопёрское сельское поселение             |
| 41 | Пригородный                                | посёлок              | ↗1410     | Алексеевское сельское поселение          |
| 42 | Садовый                                    | посёлок              | ↘332      | Парковское сельское поселение            |
| 43 | Советский                                  | посёлок              | ↘19       | Братское сельское поселение              |
| 44 | Степной                                    | посёлок              | ↗280      | Парковское сельское поселение            |
| 45 | Терновская                                 | станица              | ↘5585     | Терновское сельское поселение            |
| 46 | Тихонький                                  | посёлок ж/д разъезда | ↘328      | Тихорецкое городское поселение           |
| 47 | Тихонький                                  | хутор                | ↘64       | Фастовецкое сельское поселение           |
| 48 | Украинский                                 | хутор                | ↘49       | Еремизино-Борисовское сельское поселение |
| 49 | Урожайный                                  | посёлок              | ↗331      | Парковское сельское поселение            |
| 50 | Усть-Джигутинка                            | хутор                | ↗81       | Юго-Северное сельское поселение          |
| 51 | Фастовецкая                                | станица              | ↗8729     | Фастовецкое сельское поселение           |
| 52 | Федоренко                                  | хутор                | ↘45       | Хопёрское сельское поселение             |
| 53 | Хопёрская                                  | станица              | ↘1269     | Хопёрское сельское поселение             |
| 54 | Челбас                                     | посёлок              | ↘150      | Новорождественское сельское поселение    |
| 55 | Челбас                                     | хутор                | ↘112      | Хопёрское сельское поселение             |
| 56 | Чкалова                                    | хутор                | ↘44       | Хопёрское сельское поселение             |
| 57 | Школьный                                   | хутор                | ↗104      | Алексеевское сельское поселение          |
| 58 | Шоссейный                                  | посёлок              | ↘250      | Парковское сельское поселение            |
| 59 | Юго-Северная                               | станица              | ↘1250     | Юго-Северное сельское поселение          |
| 60 | Южный                                      | посёлок              | ↗11       | Братское сельское поселение              |

## Экономика
Сельским хозяйством занимаются 17 крупных предприятий, 40 малых предприятий, 337 крестьянско-фермерских хозяйств, более 20 000 личных подсобных хозяйств. На территории района выращиваются зерновые и зернобобовые культуры, подсолнечник, сахарная свекла.
Промышленность района представлена такими крупными предприятиями основное направление деятельности которых — железнодорожное машиностроение, производство нефтегазоперерабатывающего оборудования, автоцистерн для нефтепродуктов.